# 国家国防动员委员会
国家国防动员委员会（简称“国家国动委”），是国务院、中央军委议事协调机构，主管全国国防动员工作。

## 沿革
1994年11月29日，《国务院、中央军委关于成立国家国防动员委员会的通知》（国发〔1994〕63号）发出，国务院、中央军委决定成立国家国防动员委员会。“国家国防动员委员会是在国务院、中央军委领导下，主管全国国防动员工作的议事协调机构。”“国家国防动员委员会成立后，国家人民防空委员会，国务院、中央军委交通战备领导小组，中央军委人民武装委员会即自行撤销。”。
2010年2月26日，《中华人民共和国国防动员法》由中华人民共和国第十一届全国人民代表大会常务委员会第十三次会议通过，2010年2月26日由中华人民共和国主席胡锦涛签署中华人民共和国主席令（第二十五号）公布，自2010年7月1日起施行。其中第十二条规定：“国家国防动员委员会在国务院、中央军事委员会的领导下负责组织、指导、协调全国的国防动员工作；按照规定的权限和程序议定的事项，由国务院和中央军事委员会的有关部门按照各自职责分工组织实施。军区国防动员委员会、县级以上地方各级国防动员委员会负责组织、指导、协调本区域的国防动员工作。”第十三条规定：“国防动员委员会的办事机构承担本级国防动员委员会的日常工作，依法履行有关的国防动员职责。”

## 职责
国家国防动员委员会的主要任务是：“贯彻积极防御军事战略方针，组织实施国家国防动员工作；协调国防动员工作中经济与军事、军队与政府、人力与物力之间的关系，以增强国防实力，提高平战转换能力。”
国家国防动员委员会的主要职责是：
1. 贯彻党中央、国务院、中央军委有关国防动员工作的方针、政策和指示。
2. 组织拟订国防动员工作的法律、法规和措施。
3. 组织编制国防动员规划、计划。
4. 检查监督国防动员法规的实施和国防动员计划的执行。
5. 协调军事、经济、社会等方面的重大国防动员工作。
6. 组织领导全国的人民武装动员、国民经济动员、人民防空、交通战备、国防教育工作。
7. 行使党中央、国务院、中央军委赋予的其他职权[1]。

## 机构设置
- 国家国防动员委员会综合办公室（设在中央军委国防动员部办公厅）
- 国家人民武装动员办公室（中央军委国防动员部办公厅）
- 国家人民防空办公室（中央军委国防动员部人防局）
- 国家交通战备办公室（中央军委后勤保障部运输投送局）
- 国家经济动员办公室（国家发展和改革委员会经济与国防协调发展司）
- 国家国防教育办公室（中央军委国防动员部政治工作局）

## 组成人员
| 1994年11月29日《国务院、中央军委关于成立国家国防动员委员会的通知》确定的组成人员是： 主任 - 李鹏（国务院总理） 副主任 - 刘华清（中央军委副主席） - 邹家华（国务院副总理） - 迟浩田（中央军委委员、国务委员兼国防部部长，负责常务工作） 委员 - 李树文（国务院副秘书长） - 徐惠滋（副总参谋长） - 周子玉（总政治部副主任） - 周友良（总后勤部副部长） - 甘子玉（国家计委副主任） - 王忠禹（国家经贸委主任） - 牟新生（公安部副部长） - 张佑才（财政部副部长） - 侯捷（建设部部长） - 韩杼滨（铁道部部长） - 刘锷（交通部副部长） - 吴基传（邮电部部长） - 马毅民（内贸部副部长） - 陈敏章（卫生部部长） - 李钊（民航总局副局长） - 符传荣（总参谋部作战部部长） - 谭冬生（总参谋部动员部部长） - 左建昌（总后勤部军事交通运输部部长） | 1998年10月14日《国务院办公厅、中央军委办公厅关于调整国家国防动员委员会组成人员的通知》（国办发〔1998〕139号）调整后的组成人员是： 主任 - 朱镕基（国务院总理） 副主任 - 迟浩田（中央军委副主席、国务委员兼国防部长，负责常务工作） - 王忠禹（国务委员兼国务院秘书长） 委员 - 崔占福（国务院副秘书长） - 隗福临（副总参谋长） - 周子玉（总政治部副主任） - 温光春（总后勤部副部长） - 李安东（总装备部部长助理） - 包叙定（国家发展计划委员会副主任） - 盛华仁（国家经济贸易委员会主任） - 于宗林（国防科学技术工业委员会副主任） - 杨焕宁（公安部部长助理） - 项怀诚（财政部部长） - 俞正声（建设部部长） - 傅志寰（铁道部部长） - 胡希捷（交通部副部长） - 吴基传（信息产业部部长） - 张文康（卫生部部长） - 沈元康（民航总局副局长） - 范晓光（总参谋部动员部部长） - 陈德第（国家发展计划委员会正司长级干部） - 符传荣（总参谋部作战部部长） - 蒋士良（总后勤部军事交通运输部部长） 秘书长（1999年10月设立） - 钱树根（副总参谋长） |

| 2003年调整后的组成人员是： 主任 - 温家宝（中共中央政治局常委、国务院总理） 常务副主任 - 曹刚川（中共中央政治局委员、中央军委副主席、国务委员兼国防部部长） 副主任 - 华建敏（国务委员兼国务院秘书长） 委员 （不详） 秘书长 - 钱树根（2003年－2004年，副总参谋长） - 吴胜利（2004年－2006年，副总参谋长） - 张黎（2006年－2008年，副总参谋长） | 2008年调整后的组成人员是： 主任 - 温家宝（中共中央政治局常委、国务院总理） 副主任 - 梁光烈（中央军委委员、国务委员兼国防部部长） - 马凯（国务委员兼国务院秘书长） 委员 （不详） 秘书长 - 张黎（2008年－2009年，副总参谋长） - 孙建国（2009年－2013年，副总参谋长） |

| 2013年调整后的组成人员是： 主任 - 李克强（中共中央政治局常委、国务院总理） 副主任 - 杨晶（中共中央书记处书记、国务委员兼国务院秘书长） - 常万全（中央军委委员、国务委员兼国防部部长） 委员 （不详） 秘书长 - 孙建国（2013年－2015年，副总参谋长） - 王冠中（2015年－2016年，副总参谋长） - 盛斌（2016年－2021年，中央军事委员会国防动员部部长） - 刘发庆（2021年－，中央军事委员会国防动员部部长） |